# Свободная абелева группа
Свободная абелева группа (свободный {\displaystyle \mathbb {Z} }-модуль) — абелева группа, имеющая базис, то есть такое подмножество элементов группы, что для любого её элемента существует единственное его представление в виде линейной комбинации базисных элементов с целыми коэффициентами, из которых только конечное число являются ненулевыми. Элементы свободной абелевой группы с базисом {\displaystyle B} называют также формальными суммами над {\displaystyle B}. Свободные абелевы группы и формальные суммы используются в алгебраической топологии при определении групп цепей и в алгебраической геометрии при определении дивизоров.
Как и векторные пространства, свободные абелевы группы классифицируются мощностью базиса; эта мощность не зависит от выбора базиса и называется рангом группы.
Например, группа {\displaystyle G=\mathbb {Z} \oplus \mathbb {Z} \simeq \mathbb {Z} \times \mathbb {Z} =\mathbb {Z} ^{2}} — прямая сумма двух копий бесконечной циклической группы {\displaystyle \mathbb {Z} } — свободная абелева группа ранга 2, так как имеет базис {\displaystyle B=\lbrace e_{1},e_{2}\rbrace }, где {\displaystyle e_{1}=(1,0)} и {\displaystyle e_{2}=(0,1)}. Произвольный элемент {\displaystyle (n,m)} группы {\displaystyle G} единственным образом представляется в виде их линейной комбинации: {\displaystyle (n,m)=ne_{1}+me_{2}}. Более общо, свободной абелевой группой является любая решётка в {\displaystyle \mathbb {R} ^{n}}. Никакая конечная абелева группа, кроме тривиальной, не является свободной (так как свободная абелева группа не имеет кручения).

## Формальные суммы
Для любого множества {\displaystyle B} можно определить группу {\displaystyle \mathbb {Z} ^{(B)}}, элементы которой — функции из {\displaystyle B} во множество целых чисел {\displaystyle \mathbb {Z} }, а скобки обозначают тот факт, что все функции принимают ненулевые значения не более чем на конечном множестве. Сложение функций определяется поточечно: {\displaystyle (f+g)(x)=f(x)+g(x)}, относительно этого сложения {\displaystyle \mathbb {Z} ^{(B)}} образует свободную абелеву группу, базис которой находится во взаимно-однозначном соответствии со множеством {\displaystyle B}. Действительно, любому элементу {\displaystyle x} множества {\displaystyle B} можно сопоставить функцию {\displaystyle e_{x}}, такую что {\displaystyle e_{x}(x)=1} и {\displaystyle e_{x}(y)=0} для всех элементов {\displaystyle y} из множества {\displaystyle B} таких, что {\displaystyle y\neq x}. Любая функция {\displaystyle f} из {\displaystyle \mathbb {Z} ^{(B)}} представима единственным образом в виде конечной линейной комбинации базисных функций:
{\displaystyle f=\sum _{\{x\mid f(x)\neq 0\}}f(x)e_{x}}.
Группа {\displaystyle \mathbb {Z} ^{(B)}} с базисом {\displaystyle \{e_{x}\}_{x\in B}} единственна с точностью до изоморфизма; её элементы называются формальными суммами элементов {\displaystyle B}.

## Универсальное свойство
Свободные группы можно охарактеризовать с помощью следующего универсального свойства: функция {\displaystyle b} из множества {\displaystyle B} в абелеву группу {\displaystyle F} является вложением базиса в эту группу, если для любой функции {\displaystyle g} из {\displaystyle B} в произвольную абелеву группу {\displaystyle A} существует единственный гомоморфизм групп {\displaystyle G\colon F\to A} такой, что {\displaystyle g=G\circ b}. Как и для любого универсального свойства, удовлетворяющий этому свойству объект автоматически единственнен с точностью до изоморфизма, поэтому данное универсальное свойство можно использовать для доказательства того, что все другие определения свободной группы с базисом {\displaystyle B} эквивалентны.

## Подгруппа
Подгруппа свободной абелевой группы также является свободной абелевой группой. Доказательство этого свойства зависит от аксиомы выбора; в различных учебниках используются разные варианты доказательства, например, в «Алгебре» Ленга приводится доказательство, использующее лемму Цорна, тогда как Соломон Лефшец и Ирвинг Капланский использовали принцип вполне упорядочивания, считая такое доказательство более интуитивным.
В случае конечнопорождённых групп доказательство более простое и позволяет получить более точный результат: подгруппа {\displaystyle G} конечнопорождённой свободной группы {\displaystyle F} свободна, притом существует базис {\displaystyle (e_{1},\ldots ,e_{n})} группы {\displaystyle F} и натуральные числа {\displaystyle d_{1}|d_{2}|\ldots |d_{k}} (то есть каждое из чисел делит последующее), такие что {\displaystyle (d_{1}e_{1},\ldots ,d_{k}e_{k})} образуют базис {\displaystyle G}. Более того, последовательность {\displaystyle d_{1},d_{2},\ldots ,d_{k}} зависит только от {\displaystyle F} и {\displaystyle G}, но не от выбора базиса.

## Кручение и делимость
Все свободные абелевы группы свободны от кручения, то есть не существует элемента группы {\displaystyle x} и ненулевого числа {\displaystyle n}, таких что {\displaystyle nx=0}. Обратно, любая конечно порождённая свободная от кручения абелева группа свободна. Аналогичные утверждения верны, если заменить слова «группа без кручения» на «плоская группа»: для абелевых групп плоскость эквивалентна отсутствию кручения.
Группа рациональных чисел {\displaystyle \mathbb {Q} } — пример абелевой группы без кручения, не являющейся свободной. Чтобы доказать последнее утверждение, достаточно заметить, что группа рациональных чисел является делимой, тогда как в свободной группе никакой из элементов базиса не может быть кратен другому элементу.

## Прямые суммы и произведения
Любая свободная абелева группа может быть описана как прямая сумма некоторого множества копий {\displaystyle \mathbb {Z} } (равномощного её рангу). Прямая сумма любого количества свободных абелевых групп также свободна; в качестве её базиса можно взять объединение базисов слагаемых.
Прямое произведение конечного числа свободных абелевых групп также является свободным и изоморфно их прямой сумме. Однако для произведения бесконечного числа групп это не верно; например, группа Баера — Шпекера {\displaystyle \mathbb {Z} ^{\mathbb {N} }} (прямое произведение счётного числа копий {\displaystyle \mathbb {Z} }) не является свободной абелевой. В то же время, любая её счётная подгруппа является свободной абелевой.